# Maria Becker
Maria Becker (Berlino, 28 gennaio 1920 – Uster, 5 settembre 2012) è stata un'attrice tedesca.
Figlia di Maria Fein e Theodor Becker, a loro volta attori, Maria Becker è stata sposata con Robert Freitag e ha avuto tre figli.

## Filmografia
- Dilemma (1940)
- Vor Sonnenuntergang (1956)
- Ercole (corto, 1956)
- Jedermann (Film TV, 1958)
- Emilia Galotti (Film TV, 1960)
- Ein Monat auf dem Lande (Film TV, 1960)
- La freccia del giustiziere (1960)
- Rosmersholm (Film TV, 1961)
- König Richard III (miniserie 1964)
- Der Kardinal von Spanien (Film TV, 1965)
- Der König stirbt (Film TV, 1965)
- Theater und Gesellschaft - Rollenbilder im Wandel der Jahrhunderte (Serie TV, 1966)
- Auf der Lesebühne der Literarischen Illustrierten (Serie TV, un episodio, 1968)
- Recht oder Unrecht (Serie TV, due episodi, 1970)
- Stückgut (Film TV, 1970)
- Kassandra (Film TV, 1971)
- Mary Stuart (Film TV, 1974)
- Der Kommissar (Serie TV, due episodi, 1972-1975)
- Ein Glas Wasser (Film TV, 1977)
- Liebe bleibt nicht ohne Schmerzen (Film TV, 1980)
- Katzenspiel (Film TV, 1983)
- Le ali del successo (1990)
- Tentazione di Venere (1991)
- L'ispettore Derrick
  - Il palcoscenico della morte (1995)
  - Ruth e il mondo degli assassini (1996)
  - Bleichröder è morto (1996)
  - Il rapimento (1997)
  - Addio, ispettore Derrick (1998)
- Effis Nacht (Film TV, 1998)
- Siska - L'arrampicatrice (2001)
- Der Alte (quattro episodi, 1980-2002)
- Un ciclone in convento - Weihnachten in Kaltenthal (2008)

## Doppiatori italiani
- Sonia Scotti ne L'ispettore Derrick - Episodio Bleichröder è morto (1996)